# Me (misonoのアルバム)
『Me』（ミィ）は、misonoの3枚目のオリジナル・アルバムである。2010年6月30日にavex traxよりリリースされた。

## 解説
前作『生-say-』から約2年ぶりとなる。misonoのオリジナルアルバム。既発曲13曲に新曲3曲を加えた、全16曲を収録。
CDのみ、CD＋DVD、ファンクラブ限定盤CD＋DVDの3形態での販売である。アルバムとしては初めてファンクラブ限定盤がある。
ジャケットはKITTY EX.とのコラボレーション、またデザインはガルシア・マルケスが手がけている。
8トラック目に「11 eleven」と「end=START」が続けて収録されているが、公式サイトなどでは別トラックとしてカウントされている。サブスクリプションなどの楽曲配信では、この2曲のみ除外されている場合がある。

## 収録曲

### CD
通常盤
1. Tales... 〜Me Ver.〜 – 4:37
  - 作詞・作曲：misono、編曲：ats-
2. 球魂 〜やる気・元気・その木の根っこ〜 – 3:56
  - 作詞・作曲：misono、編曲：久保田光太郎
3. 「…好き×××」 – 4:18
  - 作詞：misono、作曲：伊橋成哉、編曲：西川進
4. ウソツキ種 – 4:23
  - 作詞：misono、作曲・編曲：野口耕一郎
5. 0時前のツンデレラ – 4:47
  - 作詞：misono、作曲：伊橋成哉、編曲：村田昭
6. Joker – 4:32
  - 作詞：misono、作曲：佐々倉有吾、編曲：西川進
7. 天秤 〜強がりな私×弱がりな君〜 – 4:41
  - 作詞・作曲：misono、編曲：久保田光太郎
8. 11 eleven end=START – 8:44
  - 11 eleven
    - 作詞：misono、作曲：北野正人、編曲：久保田光太郎

  - end=START
    - 作詞：misono、作曲・編曲：西川進
9. 終点 〜君の腕の中〜 – 5:03
  - 作詞：misono、作曲：藤末樹、編曲：渡辺徹
10. 私色 – 4:56
  - 作詞：misono、作曲：広瀬香美、編曲：井上慎二郎
11. ?cm 〜misonoと二人三脚!パートナーVer.〜 – 3:56
  - 作詞・作曲：misono、編曲：久保田光太郎
12. music letter 〜Me Ver.〜 – 5:02
  - 作詞・作曲：misono、編曲：扇谷研人
13. 家族の日 – 5:23
  - 作詞：misono、作曲：所ジョージ、編曲：井上慎二郎
14. 「ミィ」 〜Me Ver.〜 – 4:06
  - 作詞・作曲：misono、編曲：藤田顕
15. ラストタイム 〜ロミジュリ〜 (Bonus Track) – 4:30
  - 作詞・作曲：misono

ファンクラブ限定盤
1. Tales... 〜Me Ver.〜
2. 球魂 〜やる気・元気・その木の根っこ〜
3. 「…好き×××」
4. ウソツキ種
5. 0時前のツンデレラ
6. Joker
7. 天秤 〜強がりな私×弱がりな君〜
8. 11 eleven end=START
9. 終点 〜君の腕の中〜
10. 私色
11. ?cm 〜misonoと二人三脚!パートナーVer.〜
12. music letter 〜Me Ver.〜
13. 家族の日
14. 「ミィ」 〜Me Ver.〜
15. ラストタイム 〜ロミジュリ（台詞Ver.）〜 (Bonus Track)

### DVD
通常盤
1. 私色 〜Video Clip〜
2. フィンガー5メドレー 〜学園祭Live Tour Ver.〜
3. Rock Project Medley 〜第1回ファンクラブ準備室（仮） Live Event Ver.〜
4. 「ミィ」 〜第1回ファンクラブ準備室（仮） Live Event Ver.〜
5. アブラゼミ♀（大阪バージョン） -ピアノ・バージョン- 〜第1回ファンクラブ準備室（仮） Live Event Ver.〜

ファンクラブ限定盤
1. 私色 〜Video Clip〜
2. end=START 〜4 misono’s Ver.〜
3. misonoと二人三脚!パートナー募集オーディション 〜レコーディングの巻〜